# Bengou
Bengou è un comune rurale del Niger facente parte del dipartimento di Gaya nella regione di Dosso.